# Manavpınarı, Karasu
Manavpınarı là một xã thuộc huyện Karasu, tỉnh Sakarya, Thổ Nhĩ Kỳ. Dân số thời điểm năm 2008 là 983 người.